# Planodes pseudosatelles
Planodes pseudosatelles är en skalbaggsart som beskrevs av Stefan von Breuning 1948. Planodes pseudosatelles ingår i släktet Planodes och familjen långhorningar.
Artens utbredningsområde är Filippinerna. Inga underarter finns listade i Catalogue of Life.